# 阿维雷
阿维雷（法語：Aviré，發音：[aviʁe] ⓘ）是法国曼恩-卢瓦尔省的一个旧市镇，属于瑟格雷区。2016年12月15日，阿维雷与邻近的14个市镇合并为新市镇蓝色安茹地区瑟格雷，成为了蓝色安茹地区瑟格雷的委派市镇。

## 地理
阿维雷（47°42'22"N, 0°47'46"W）面积14.36 平方千米，位于法国卢瓦尔河地区大区曼恩-卢瓦尔省，该省份为法国西部内陆省份，大致对应安茹地区，北起顺时针与马耶讷省、萨尔特省、安德尔-卢瓦尔省、维埃纳省、德塞夫勒省、旺代省、大西洋卢瓦尔省和伊勒-维莱讷省接壤。
与阿维雷接壤的市镇（或旧市镇、城区）包括：拉费里耶尔德弗莱、卢韦讷、蒙吉永、圣马丹迪布瓦、圣索沃尔德弗莱。
阿维雷的时区为UTC+01:00、UTC+02:00（夏令时）。

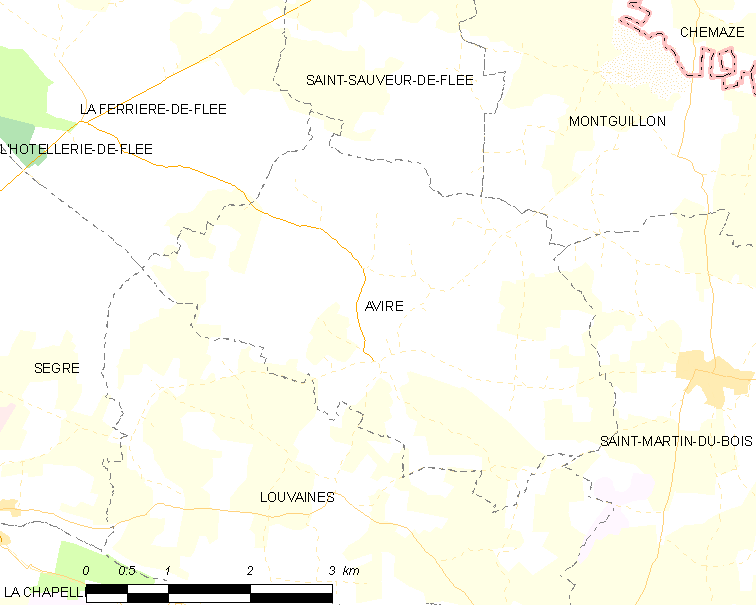
阿维雷的OSM定位图

## 行政
阿维雷的邮政编码为49500，INSEE市镇编码为49014。

## 政治
阿维雷所属的省级选区为蓝色安茹地区瑟格雷县。

## 人口

1962-2008年间阿维雷人口变化图示

阿维雷于2018年1月1日时的人口数量为516人。